# Fiskebäcks naturreservat
Fiskebäck är ett naturreservat i Habo kommun i Jönköpings län.
Området är skyddat sedan 2003 och omfattar 22 hektar. Det är beläget 2,5 km söder om Habo tätort. Det består mest av ädellövskog.

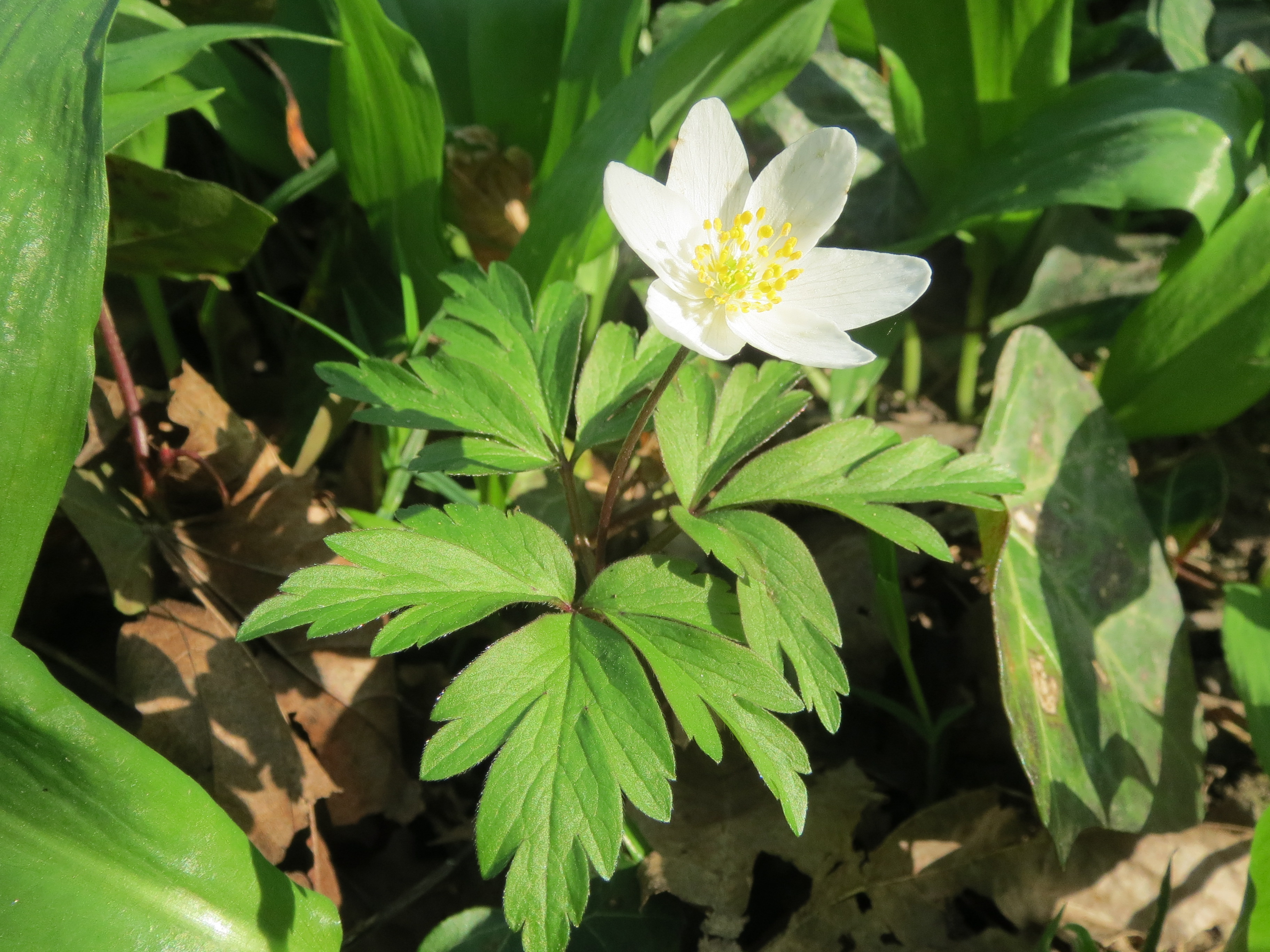
Vitsippa

Reservatet är en igenvuxen gammal löväng som idag består av ädellövskog med ek och hassel. Där förekommer även ask, asp, sälg, björk, bok, alm, klibbal, hagtorn, hägg och måbär. Området genomströmmas av flera mindre bäckar, omgivna av kärrväxter. I övrigt kan man få njuta av bland andra blåsippa, vätteros, tandrot, vårlök, desmeknopp och tvåblad.
En hotad art, läderlappslav, finns inom området.
Inom området finns en kortare vandringsled markerad.